# Sicya calipusaria
Sicya calipusaria là một loài bướm đêm trong họ Geometridae.